# Смедеревска Паланка
Смедеревска Паланка је градско насеље у Србији и седиште истоимене општине у Подунавском управном округу. Према попису из 2022. било је 20.345 становника. Позната је као административни центар Доње Јасенице, како због своје величине тако и због институција које су смештене у граду а имају надлежност за већи број општина.
Општина Смедеревска Паланка има 17 села и укупно око 60.000 становника. Сам град Паланка има око 30.000 становника. Општина Смедеревска Паланка налази се у сливу реке Јасенице, те припада регији под именом Доња Јасеница. Села паланачке општине су: Азања, Баничина, Башин, Бачинац, Водице, Влашки До, Глибовац, Голобок, Грчац, Кусадак, Мала Плана, Мраморац, Придворице, Ратари, Селевац, Стојачак и Церовац. Највеће село у општини је Кусадак.

## Етимологија
Град је у својој вековима дугој историји имао више имена: Аспри Еклесија, Бинк Паланка, Јени Паланка, Велика Паланка, да би доласком Турака 1463. године, добила име „Хасан-пашина Паланка“, затим само „Паланка“ и најзад „Смедеревска Паланка“.
Сам назив „паланка“ је пореклом од грчке речи φάλαγξ, φᾰ́λᾰγγᾰ (phálanx, phálanga), преко латинског phalanx, са значењем „трупац“, означавајући насеље окружено заштитним зидом од вертикално пободених и на врху заоштрених трупаца. Иако се често наводи да је реч турска, насеља са таквим именом постоје само у Србији и мањим делом у околним земљама, али не и у самој Турској.

## Историја
Археолошка истраживања која су вршена на територији општине Смедеревске Паланке, показала су да се на овом подручју налазила бројна насеља стара приближно 4500—5000 година и припадају раном неолиту (Медведњак, Змајевац, Шиљаковац, Новаци, Старо Село код Селевца). На локалитету Медведњак пронађен је урезан лунарни циклус на кљови дивљег вепра, стар 8 хиљада година.
Много векова ово подручје егзистира као значајно људско станиште. Природа, плодна земља, шуме и воде, као и комуникације пружале су инзванредне услове за живот. Зато су трагове свога времена, на овим питомим пределима, оставиле многе цивилизације, ове данашње, као и оне које су давно ишчезле.
Овде су нелићани и халштаћани као стварали своја огњишта, значајни су овде били простори моћног Римског царства, Турци су градили своје ханове, Срби своје манастире. Иако се налазила на важним комуникацијама, у новијој историји уз сам цариградски друм, Паланка као насеље почиње са својим интензивнијим развојем у свим областима друштвеног живота тек када је прошла железничка пруга, у последњој четвртини 19. века.
Овде је током Првог светског рата постојала Прва резервна војна болница у Смедеревској Паланци.
Пре Другог светског рата је постојала фабрика вагона и мостовских конструкција „Јасеница“ а. д. Изгорела је 20. јануара 1940.

### Датуми
- 29. јануар 1412. — деспот Стефан Лазаревић потврђује законик о рударству
- 13. децембар 1428. — Ђурађ Бранковић прима посланике Дубровника и издао им повељу којом се Дубровчанима дозвољава слободна трговина са деспотовином
- Марта 1433. године у Некудиму деспот Ђурађ прима изасланика француског краља Филипа, ургундијског витеза Бертрандона, који је касније описао овај сусрет и објавио га.
- 21. јун 1532. године султан Сулејман Величанствени коначио је у место Ак-Килисе (турски превод за „Бела Црква“) на Цариградском друму, приликом ратних похода против цара Карла V.
- Касније у време османске управе, од средине XVII века, место се назива „Хасан-пашина Паланка“.
- Миром у Пожаревцу од 21. јула 1718. године северни део Србије припада Аустријанцима, па тако и Паланка у периоду од 1717—1737. године припада Аустрији.
- 4. март 1804. године Карађорђе у Хасанпашиној Паланци после опсаде и освајања разговара са Турцима – дахијским изасланицима. Пошто преговори нису успели Карађорђе попали дрвену тврђаву у Паланци и одатле се упути на Рудник.
- У јесен 1809. године у Хасанпашиној Паланци Карађорђе држи такозвану „малу скупштину“ на којој су донете важне одлуке за наставак устанка.
- Почетком 1825. Милоје Поповић Ђак подиже буну против Милоша Обреновића који је исту угушио, а Ђака 7. фебруара 1825. године погубио на Рудинама у Паланци.
- 16. јун 1866. Паланка је проглашена варошицом.
- Ослобођење — 28. октобра 1918. године Смедеревску Паланку су ослободили војници Моравске дивизије која је била у саставу Прве српске армије чији командант је био славни војвода Петар Бојовић (њега су 1945. убили комунисти), а на дан када је ослобођена Смедеревска Паланка Немци и Аустро-Угари су убрзали повлачење, па војних сукоба између српске војске и окупационих снага надаље више није било.
- 2021. године Паланка ће славити 1000 година од њеног помињања у једном сачуваном писаном документу, који се данас чува у египатском музеју.

## Географија

### Положај
Смедеревска Паланка је од Београда удаљена око 80 km, а од коридора 10 ваздушним путем свега 8 km. Из правца Београда у Смедеревску Паланку стиже се из четири правца са коридора 10 - Ауто-пута Е-75 и то искључењима код Младеновца (удаљеност 41 km) искључењем код Колара (27 km) чиме су повезана и два велика сеоска насеља у општини Азања и Селевац, искључењем код Пожаревца (25 km) преко Михајловца и приградског насеља Грчац као и искључењем код Велике Плане (12 km). Поред добре саобраћајне повезаности са главним градом, Смедеревска Паланка је добро повезана и са централном Србијом и то регионалним правцима Смед. Паланка – Рача - Крагујевац (50 km) и правцем Смед. Паланка – Топола - Рудник (56 km) са Ибарском магистралом. На основу ових података може се закључити да општина Смедеревска Паланка има добар географски положај. Кроз општину Смедеревска Паланка пролази и железничка пруга Београд - Ниш, прва пруга у Србији, а кроз Смедеревску Паланку први воз је прошао 15. септембра 1884. године. У Смедеревској Паланци на Рудинама налази се и истоимени спортски аеродром са травнатом пистом који може да служи и у комерцијалне сврхе.

### Рељеф
Општина Смедеревска Паланка је град у Србији на 44°21' северне географске ширине и 20°57' источне географске дужине, као ивични, североисточни предео Шумадије, који је познатији под именом Доња Јасеница, по реци Јасеници која меандрира њеним атаром, односно њеном доњем току. У Доњој Јасеници насеља се већином налазе на ивичним узвишењима речних долина Јасеници и Кубршнице, међу којима је и град Смедеревска Паланка, док је мањи број насеља распоређен на брежуљкастом тлу и самим долинама река. Цео овај крај има равничарско-брежуљкасти карактер. У средишњем и југозападном делу сачињавају га широке и плитке речне долине Јасенице, Кубршнице и Великог Луга, које, источном ивицом у правцу југ-север, постепено прерастају у таласаста ниска побрђа.

### Клима
Клима Смедеревске Паланке је умереноконтинентална са просечним падавинама 636 mm воденог талога. Годишње трајање сијања сунца износи 2.101 ha. Цео овај крај се одликује малом умереном облачношћу. Средња годишња облачност од 5-6 десетина покривености неба показује да је ово релативно сунчано подручје. Релативна влажност ваздуха износи 73,3% и одговара нешто сувљем умерено континенталном климату. Апсолутна максимална температура забележена је и износила је 44,9 °C, а апсолутно најнижа температура забележена је –29,9 °C. Ови подаци говоре о изузетно великим температурним амплитудама. Доминантни ветрови су југоисточни (кошава) и северозападни ветар. Просечан број дана под маглом износи 44,7 дана у години, а просечан број дана са снежним падавинама износи 31,9 дана. Смедеревска Паланка држи рекорд Србије као град са највише измереном температуром икада, +44,9 °C измереној 24. јула 2007.

### Хидрографија
Кроз подручје општине Смедеревске Паланке протичу три реке Јасеница (дуга 79 km), Кубршница (42 km) и Мали Луг (21,1 km). Регулацијом токова река и потока створене су четири акумулациона језера Кудреч I и II, Пиносавско у Кусатку и Влашкодолско. На територији општине Смедеревска Паланка последњих година интензивно се ради на регулацији токова реке Јасенице и Кубршнице чиме се спроводи план заштите од стогодишњих поплава. Посебну вредност овог подручја представљају изворишта минералне и термо-минералне воде. Најважнији је извор минералне воде Кисељак, који су користили још стари Римљани, али се са сигурношћу може рећи да се овај извор експлоатише од 1719. године, о чему је писао Дриш, изасланик тадашње аустријске управе у Србији. Флаширање минералне воде са изворишта Кисељак датира од краја XIX века. Према подацима Марка Т. Лека кисела вода „Црвеног Крста“ била је изложена на „Балканском сајму“ у Лондону 22. априла 1907. године и добила златни медаљу за квалитет (Марко Т. Леко, Лековите воде и климатска места Краљевине СХС, Београд 1922. год.). Према неким истраживањима, ова минерална вода је трећа по квалитету у Европи, превасходно захваљујући природном селену, који свега пар минералних вода у Европи садржи. Поред изворишта Кисељак постоје и извори минералне воде у Водицама и Церовцу. Посебно је значајан извор термоминералне воде чија је температура воде 45,1 °C и која је изузетно лековита. Лековитост минералне воде утврђена је у Бечу 1834. године а доктор Линдер Мајер 1851. године објављује публикацију о Паланачком Кисељаку.

### Земљиште, шуме, биодиверзитет и енергетски ресурси
Укупна површина територије општине састоји се од пољопривредног земљишта 82,1% укупне површине 11,6% грађевинско земљиште, 5,5% земљишта је под сумом а 0,4% укупне површине односи се на водене површине и 0,4% односи се на остало земљиште. У природне ресурсе наше средине треба навести и налазишта глине, чијом је експлоатацијом још априла 1898 година почела са радом циглана Ђорђа Димића, прете а данашње опекарске индустрије у Смедеревској Паланци. Поред налазишта глине на територији општине има и налазиште камена, такозване Тескобе, изме у насеља Мраморац и Баничина, који се не експлоатише. Урађена су испитивања и утврђен квалитет камена који се може користити за доњу подлогу при изради путева. Под шумом се налази 1,889 ha укупне површине, а најзначајнија је шума Микуља са 130 ha, која се налази на 2,5 km од града и надморској висини од 110-200 m. Под појмом биодиверзитет или биолошка разноврсност подразумева се разноврсност и распрострањеност биљног и животињског света. Биолошка разноврсност подразумева разноврсност живих организама који настањују копно и воду, као и разноврсност унутар различитих врста. Карактеристичне животиње за ово подручје су срне, лисице, зечеви. Од ловне пернате дивља и најбројније су јаребице, препелице и фазани. Опстанак животињског света у последње време све више зависи од људске помоћи и одржавају се вештачким путем. Битно обележје паланачке општине представља рибља фауна пре свега шаран и сом који се могу на и у вештачким акумулацијама, као клен и мреница у речним токовима. Што се тиче флоре преовлађује листопадно дрвеће и нешто мање четинари.
Под енергетским ресурсима можемо навести геотермалну енергију која се може користити за загревање стаклених башти у пољопривредној производњи. Релативно велика дужина сунчевог сјаја између 1900—2300 часова представља потенцијал за коришћење соларне енергије пре свега у загревању стамбеног простора. Последња истраживања указују и на могућност коришћења енергије ветра, с обзиром да се на подручју општине ствара ружа ветрова просечне брзине око 4 метра у секунди. Намеће се размишљање да се повољна ваздушна струјања могу искористити као индивидуални енергетски извори (црпљење воде, мини електране - ветрогенератори).

## Демографија
У насељу Смедеревска Паланка живи 20.351 пунолетни становник, а просечна старост становништва износи 39,3 година (37,8 код мушкараца и 40,7 код жена). У насељу има 8.700 домаћинстава, а просечан број чланова по домаћинству је 2,91.
Ово насеље је великим делом насељено Србима (према попису из 2002. године), а у последња три пописа, примећен је пораст у броју становника.
Порекло становништва указује на путеве миграционих кретања, па је највећи број досељеника у овај крај долазио са Косова и Метохије, из динарских, тимочко-браничевских, влашких и вардарско-моравских крајева. Новије, унутрашње миграције, нарочито из села у град, које су временом бивале све запаженије, довеле су до наглог раста града са свим последицама карактеристичним за такав процес.
|             | \| Демографија[7] \| Демографија[7] \| Демографија[7] \| \| Година \| Становника \| Становника \| \| -------------- \| -------------- \| -------------- \| \| 1948. \| 7.413 \| \| \| 1953. \| 9.427 \| \| \| 1961. \| 13.014 \| \| \| 1971. \| 18.687 \| \| \| 1981. \| 23.635 \| \| \| 1991. \| 25.146 \| 24.529 \| \| 2002. \| 25.300 \| 26.203 \| \| 2011. \| 23.601 \| \| \| 2022. \| 20.345 \| \| |            |
| Демографија | |            |
| Година      | Становника | Становника |
| 1948.       | 7.413 |            |
| 1953.       | 9.427 |            |
| 1961.       | 13.014 |            |
| 1971.       | 18.687 |            |
| 1981.       | 23.635 |            |
| 1991.       | 25.146 | 24.529     |
| 2002.       | 25.300 | 26.203     |
| 2011.       | 23.601 |            |
| 2022.       | 20.345 |            |

| Етнички састав према попису из 2002.‍ | Етнички састав према попису из 2002.‍ | Етнички састав према попису из 2002.‍ | Етнички састав према попису из 2002.‍ | Етнички састав према попису из 2002.‍ |
| ------------------------------------ | ------------------------------------ | ------------------------------------ | ------------------------------------ | ------------------------------------ |
|                                      |                                      |                                      |                                      |                                      |
| Срби                                 | Срби                                 |                                      | 24.065                               | 95,11%                               |
| Роми                                 | Роми                                 |                                      | 399                                  | 1,57%                                |
| Југословени                          | Југословени                          |                                      | 109                                  | 0,43%                                |
| Црногорци                            | Црногорци                            |                                      | 104                                  | 0,41%                                |
| Македонци                            | Македонци                            |                                      | 100                                  | 0,39%                                |
| Хрвати                               | Хрвати                               |                                      | 54                                   | 0,21%                                |
| Албанци                              | Албанци                              |                                      | 20                                   | 0,07%                                |
| Словенци                             | Словенци                             |                                      | 16                                   | 0,06%                                |
| Муслимани                            | Муслимани                            |                                      | 16                                   | 0,06%                                |
| Мађари                               | Мађари                               |                                      | 16                                   | 0,06%                                |
| Руси                                 | Руси                                 |                                      | 12                                   | 0,04%                                |
| Бугари                               | Бугари                               |                                      | 10                                   | 0,03%                                |
| Горанци                              | Горанци                              |                                      | 6                                    | 0,02%                                |
| Словаци                              | Словаци                              |                                      | 3                                    | 0,01%                                |
| Румуни                               | Румуни                               |                                      | 3                                    | 0,01%                                |
| Чеси                                 | Чеси                                 |                                      | 2                                    | 0,00%                                |
| Немци                                | Немци                                |                                      | 2                                    | 0,00%                                |
| Украјинци                            | Украјинци                            |                                      | 1                                    | 0,00%                                |
| Бошњаци                              | Бошњаци                              |                                      | 1                                    | 0,00%                                |
| непознато                            | непознато                            |                                      | 181                                  | 0,71%                                |

| \| \| м \| \| \| ж \| \| ? \| 47 \| \| \| 45 \| \| 80+ \| 104 \| \| \| 224 \| \| 75—79 \| 240 \| \| \| 382 \| \| 70—74 \| 474 \| \| \| 645 \| \| 65—69 \| 675 \| \| \| 750 \| \| 60—64 \| 587 \| \| \| 781 \| \| 55—59 \| 604 \| \| \| 716 \| \| 50—54 \| 1.095 \| \| \| 1.193 \| \| 45—49 \| 1.134 \| \| \| 1.284 \| \| 40—44 \| 919 \| \| \| 1.042 \| \| 35—39 \| 672 \| \| \| 790 \| \| 30—34 \| 759 \| \| \| 802 \| \| 25—29 \| 903 \| \| \| 882 \| \| 20—24 \| 939 \| \| \| 964 \| \| 15—19 \| 913 \| \| \| 788 \| \| 10—14 \| 812 \| \| \| 706 \| \| 5—9 \| 672 \| \| \| 647 \| \| 0—4 \| 596 \| \| \| 514 \| \| Просек : \| 37,8 \| \| \| 40,7 \| |       |  |  |       |
| |       |  |  |       |
| | м     |  |  | ж     |
| ? | 47    |  |  | 45    |
| 80+ | 104   |  |  | 224   |
| 75—79 | 240   |  |  | 382   |
| 70—74 | 474   |  |  | 645   |
| 65—69 | 675   |  |  | 750   |
| 60—64 | 587   |  |  | 781   |
| 55—59 | 604   |  |  | 716   |
| 50—54 | 1.095 |  |  | 1.193 |
| 45—49 | 1.134 |  |  | 1.284 |
| 40—44 | 919   |  |  | 1.042 |
| 35—39 | 672   |  |  | 790   |
| 30—34 | 759   |  |  | 802   |
| 25—29 | 903   |  |  | 882   |
| 20—24 | 939   |  |  | 964   |
| 15—19 | 913   |  |  | 788   |
| 10—14 | 812   |  |  | 706   |
| 5—9 | 672   |  |  | 647   |
| 0—4 | 596   |  |  | 514   |
| Просек : | 37,8  |  |  | 40,7  |

| Година пописа     | 1948. | 1953. | 1961. | 1971. | 1981. | 1991. | 2002. |
| ----------------- | ----- | ----- | ----- | ----- | ----- | ----- | ----- |
| Број домаћинстава | 2.749 | 3.033 | 4.288 | 6.026 | 7.724 | 8.265 | 8.700 |

| Број чланова      | 1     | 2     | 3     | 4     | 5   | 6   | 7  | 8  | 9 | 10 и више | Просек |
| ----------------- | ----- | ----- | ----- | ----- | --- | --- | -- | -- | - | --------- | ------ |
| Број домаћинстава | 1.693 | 2.139 | 1.786 | 2.022 | 642 | 315 | 65 | 29 | 5 | 4         | 2,91   |

| Пол    | Укупно | Неожењен/Неудата | Ожењен/Удата | Удовац/Удовица | Разведен/Разведена | Непознато |
| ------ | ------ | ---------------- | ------------ | -------------- | ------------------ | --------- |
| Мушки  | 10.065 | 2.973            | 6.265        | 374            | 415                | 38        |
| Женски | 11.288 | 2.375            | 6.362        | 1.667          | 854                | 30        |
| УКУПНО | 21.353 | 5.348            | 12.627       | 2.041          | 1.269              | 68        |

| Пол    | Укупно                    | Пољопривреда, лов и шумарство | Рибарство                            | Вађење руде и камена | Прерађивачка индустрија       |
| ------ | ------------------------- | ----------------------------- | ------------------------------------ | -------------------- | ----------------------------- |
| Мушки  | 5.185                     | 151                           | 0                                    | 2                    | 2.019                         |
| Женски | 4.178                     | 69                            | 0                                    | 0                    | 1.225                         |
| Укупно | 9.363                     | 220                           | 0                                    | 2                    | 3.244                         |
|        |                           |                               |                                      |                      |                               |
| Пол    | Производња и снабдевање   | Грађевинарство                | Трговина                             | Хотели и ресторани   | Саобраћај, складиштење и везе |
| Мушки  | 232                       | 476                           | 584                                  | 114                  | 247                           |
| Женски | 109                       | 144                           | 656                                  | 162                  | 82                            |
| Укупно | 341                       | 620                           | 1.240                                | 276                  | 329                           |
|        |                           |                               |                                      |                      |                               |
| Пол    | Финансијско посредовање   | Некретнине                    | Државна управа и одбрана             | Образовање           | Здравствени и социјални рад   |
| Мушки  | 31                        | 190                           | 298                                  | 167                  | 349                           |
| Женски | 58                        | 246                           | 175                                  | 346                  | 702                           |
| Укупно | 89                        | 436                           | 473                                  | 513                  | 1.051                         |
|        |                           |                               |                                      |                      |                               |
| Пол    | Остале услужне активности | Приватна домаћинства          | Екстериторијалне организације и тела | Непознато            | Непознато                     |
| Мушки  | 130                       | 0                             | 0                                    | 195                  | 195                           |
| Женски | 114                       | 3                             | 0                                    | 87                   | 87                            |
| Укупно | 244                       | 3                             | 0                                    | 282                  | 282                           |

## Привреда
У привреди општине заступљене су готово све привредне гране. Поред индустрије и пољопривреде, све више значајно место заузимају и разне услужне делатности, са мањим или већим облицима организованости, у чему предњачи угоститељство и разне занатске услуге, а друштвени производ сврстава општину у групу средње развијених општина у Србији. Водећа привредна грана је индустрија, пре свега захваљујући Холдинг Корпорацији Гоша, као основном носиоцу развоја, како по обиму запослених, тако и по производњи и утицају на остале делатности.

### Холдинг Корпорација Гоша
Са више од 24 организоване целине, предузећа, фабрика са 7.000 запослених, од чега једну трећину чини високостручни кадар, - Холдинг корпорација представља савремен, тржишно оријентисани пословни систем, корпорацијског типа, са традицијом дугом 75 година.
Холдинг Корпорација Гоша на тржишту наступа као јединствен систем са широком производним и технолошким могућностима. Ослањајући се на сопствени економски и кадровски потенцијал, Гоша је у могућности да домаћем и страном тржишту понуди производе по међународним стандардима, а партнерима различите облике пословне сарадње и трговине.

### Опека
Стогодишња традиција предузећа „Опека“, сада се најсавременијом опремом и механизацијом производног процеса, створила сигурну и квалитетну производњу опекарских производа који се пласирају на целокупно тржиште Југославије. Својом производњом значајно утиче на развој грађевинарства, како и великих система тако и приватног предузетништва, а тиме и на степен запослености.

### Паланачки кисељак
Паланачки кисељак, предузеће за експлоатацију и дистрибуцију природне минералне воде, спада у једно од најпрофитабилнијих и најпознатијих у овом крају. Својом најсавременијом технологијом обезбеђује производњу „киселе воде“ и других освежавајућих напитака који се успешно пласирају на читавој територији Србије. Изворе минералних вода, који се налазе надомак града, изгледа да су користили, за лечење, још стари Римљани. На Кисељаку је, у новије време изграђен хотел и бања, које, уз медицински надзор и услуге, све више грађана Србије користи. Све то доказује да је Кисељак, био и остао, највећа туристичка перспектива Паланке.

## Манифестације
- Крстовдански вашар, један од најстаријих у Србији. Одржава се од 1834. по указу кнеза Милоша Обреновића. За дане вашара, Смедеревску Паланку посети између 100.000 и 150.000 људи из околних општина и градова.

## Образовање
Основне школе:
- ОШ „Вук Караџић“
- ОШ „Олга Милошевић“
- ОШ „Херој Иван Мукер“
- ОШ „Херој Радмила Шишковић“

Средње школе:
- Паланачка Гимназија (видети Зграда Гимназије „Света Ђорђевић“)
- Машинско-електротехничка школа „Гоша“
- Хемијско-технолошка и прехрамбена школа „Жикица Дамњановић“
- Медицинска школа са домом ученика „Сестре Нинковић“ Крагујевац – делатност ван седишта

Установе социјалне заштите:
- Дневни боравак за децу и омладину ометену у развоју и аутистичне особе „Пуж“

## Медији
Јавно радио дифузно и новинско предузеће Јасеница основано је 1960. године и на почетку је издавало часопис Наша комуна, а касније јој је придодато радијско емитовање. Данас је функционално само емитовање телевизијског сигнала ТВ Јасеница, који покрива територију централне Србије, било путем земаљског сигнала, било путем разних кабловских оператера или IPTV-а.
Деведесетих година основане су још две медијске куће - РТВ Девић и ТВ Гоша - али су престале са радом.
Од штампаних медија, од 2001. године периодично излазио часопис Јасеница, који је био изузетног квалитета и објављивао је актуелне вести из града и околине, а функционисао је у оквиру Јавног информативног предузећа ”Јасеница”. Угашен је после неколико година.
Од 2006. године, излази часопис Независне варошке новине Паланачке, који веома брзо постаје најрелевантнији медиј, коме се верује. Оснивач, директор и уредник је новинар и књижевник Дејан Црномарковић, а у редакцији сарађују позната новинарска и уметничка имена Драгољуб Јанојлић, Никола Владисављевић, Драгутин Паунић, Дејан Николић, Слободан Жикић, Владимир Ђурђевић, Зоран Тодоровић Тодор, Слободан Тодоровић Токи, Тома Митровић, Данијела Васиљевић...
Од 2014. почео је са радом и Видео портал "Паланка данас" који је постао најважније и најчитаније локално гласило, путем кога се емитују најсвежије вести, као и видео прилози, чији је власник и уредник Љубомир Милошевић.
Радијски програм емитује Нова Јасеница чији је власник Драгица Цветковић, а од 2021. доступан је портал СП Медија центар.
Од 2015. године издавач часописа Независне варошке новине Паланачке Дејан Црномарковић основао је и Интернет портал Шумадијске вести/, који објављује вести из ширег подручја, под слоганом Ко, Шта, Где, Кад и Зашто у Шумадији!.

## Пољопривреда
Пољопривреда, која чини 42,15% укупног становништва општине и обухвата 88,7% њене површине представља огроман потенцијал, ствара могућности за бржи развој општине, а самим тим и побољшање животног стандарда свих житеља овога краја. Производни капацитети, “Воћара“ и других пољопривредних организација, као и индивидуална пољопривредна производња, обезбеђују услове за остваривање бољег животног стандарда.

### Институт за повртарство
Преко педесет година (основан 1946) постојања и рада Института за повртарство, који је у био у саставу трансформисаног Института за пољопривреду Србија – Београд, означава значајан развој ове пољопривредне гране не само у овом крају, већ у читавој Србији. Са својим огледним и производним пољима, стакленицима, пластеницима и топлим лејама, лабораторијама, објектима и уређајима за убирање, дораду и чување семена поврћа, а нарочито ентузијазмом високостручног кадра – Центар је већ дуго година у самом врху научних институција ове врсте у нас. Његов огроман допринос развоју повртарства у Србији, пре свега, састоји се у производњи семена поврћа, при чему нарочити значај има то што годинама повећава обим и асортиман, а стране сорте и домаће популације се замењују сопственим селекцијама, прилагођеним нашим условима и укусима. Ништа мањи значај нема и велики број научних радова и научно-популарне литературе коју су објавили стручњаци Института.

## Инфраструктура
Инфраструктура, која у граду није схваћена као ванпривредна, својим развојем омогућава да град, према својим могућностима, изгледа што потпуније и организованије и да даље ствара предуслове за бржи развој привреде и побољшање квалитета живота свих грађана. Изградња водовода, проширење и модернизација ПТТ, стално побољшавање високог квалитета електро мреже, изградња гасовода, уређење зелених и паркинг површина, само су део активности у овим делатностима.
Култура и спорт имају дугу традицију у Смедеревској Паланци. Најстарија установа културе је Народна библиотека „Милутин Срећковић“, која је основана почетком 1869. године, када, и тада и данас, много већи градови нису ни помишљали да оснују своја читалишта. У Смедеревској Паланци је и седиште окружног архива, који је савремено опремљен и пружа могућности за сваковрсна истраживања пре свега прошлости овога краја.
У новије време запажен је развој издавачке делатности. Смедеревска Паланка располаже релативно распрострањеном инфраструктуром али се може рећи и недовољно квалитетном. На квалитет инфраструктурне мреже (путеви, водовод, канализација, енергетика, гасна мрежа, телекомуникације) умногоме је утицао положај наше земље у последњој деценији 20. века, када се и није могло значајније улагати како у одржавање тако и проширење инфраструктурне мреже. Када говоримо о инфраструктури као ресурсу онда можемо рећи да је на територији општине Смедеревска Паланка укупна дужина путева 218 km од тога се на регионалне путеве односи 76 km, који су релативно лошем стању. Тек задњих година значајно се улаже у регионалне правци док су локални путеви у доста лошем стању. Дужина водоводне мреже износи 105 km на коју је прикључено 8.900 потрошача. Поред градског водовода на који су прикључена и два насеља, Мала Плана И Грчац, постоје и једанаест сеоских водовода. Са сигурношћу се може рећи да 90% сеоског становништва нема организовано снабдевање пијаћом водом. Дужина канализационе мреже износи 103 km и односи се на градско подручје. У граду је урађено свега 8.2 km кишне канализације. Број телефонских прикључака у општини је 16.167, а постоје и два бежична интернет провајдера Оптимум и Профицом. На територији општине нема произвођача електричне енергије, али је дистрибутивна мрежа врло развијена и својим капацитетима омогућава сигурно снабдевање потрошача као и пружа могућности за подизање нових производних капацитета. Инсталисана снага на напонском нивоу 110КВ износи 63МВА а на нивоу 35КВА износи 104МВА. Гасификација града започела је 1995. године када је формиран Фонд за гасификацију. До сада је урађена примарна мрежа у дужини од 5.6 km – средњег притиска и 6.2 km дистрибутивне мреже – ниског притиска. До значајнијег повећања броја прикључака није дошло тако да је свега око 100 домаћинстава прикључено. У последње време воде се озбиљни преговори са иностраним стратешким партнерима како би се дистрибутивна мрежа проширила и омогућио прикључак већем броју домаћинстава али и привредним субјектима.

### Железничка станица
Паланка лежи на најстаријој балканској прузи Београд - Ниш, саграђеној 1884. када и зграда Железничке станице у Паланци, данас, једне од најлепших у Србији.

### Болница
Велики степен развоја здравства и његов квалитет оличен је у Болници „Стефан Високи“, која са бањом Кисељак и Домом здравља има све неопходне услове да пружи комплетне здравствене услуге грађанима, читавог краја шумадијске Јасенице, а њен допринос јесте породилиште, једно од најсавременијих у Србији.

### Народни музеј
Народни музеј, иако по настанку млађа установа, поседује две збирке које су незаобилазне при оснивању иоле озбиљнијих тематских изложби:српско сликарство пре половине 20. века је једна од три најбогатије збирке; материјални остаци старчевачке, односно венчанске културе, пронађени на територији општине, не заостају много за познатим збиркама, већ их успешно допуњују.

### Градско позориште
Ту је и градско позориште, чији се организовани почеци везују за 1905. годину, које је већ више деценија у самом врху позоришног аматеризма Србије.

### Културно-уметничка друштва
Културно-уметничко друштво „Гоша“ је једно од 2 КУД-а у Смедеревској Паланци.
Културно-уметничко друштво „Абрашевић“, негујући народну музику и фолклор који одржава традицију преко 120 година, и једно је од најбројнијих културно уметничких друштава у Србији.
Овде се налази Установа културни центар Смедеревска Паланка.

## Културно–историјско наслеђе
Културно-историјско наслеђе је сведок времена које је прошло на овим просторима и носилац културног идентитета ове средине али истовремено и потенцијални туристички ресурс који може служити општини ради сопствене афирмације и побољшање сопствених туристичких потенцијала. Од значајнијих културних споменика треба споменути Камениту ћуприју која се налази у Старој чаршији у Паланци која је саграђена 1730. године. Стара црква брвнара Светог Илије у Паланци је највећа а у исто време и једина Градска црква брвнара. Саграђена је у периоду од 1827—1830. године, а иконостас је урађен у радионици познатог зографа Књаза Милоша - Јање Молера. Црква брвнара у Селевцу саграђена је 1830—1833. године. Важно је споменути и спомен обележје Станоју Главашу у Баничини као и грађевине с почетка XX века, које говоре о убрзаној индустријализацији града везане за настајање ГОШЕ, некад Јасенице а. д. из 1923. године као и зграду задружног дома у Азањи у којој је основана 1894. године, друга по старости земљорадничка задруга у Србији. Потребно је напоменути да се почеци образовања везују за 1827 годину када је у Хасанпашиној Паланци отворена основна школа а од 1920. године у Паланци почиње са радом и Гимназија.

## Спорт
Дубоки су корени организованог бављења спортом у Паланци, али, што је карактеристично за све мање градове, врхунски резултати постизани су на махове, у различитим дисциплинама. Данас са највише успеха опстаје кошарка, фудбал стандардно одржава континуитет, а шах, и мушки и женски, већ деценијама је у самом врху наше земље, повремено и у Европи. Није наодмет поменути и веома успешне паланачке каратисте и каратисткиње, који већ дужи низ година остварују запажене резултате, како у регионалним и републичким, тако и у европским оквирима. Веома успешан сегмент паланачког спорта чини и боксерски клуб „Гоша“, чији боксери стандардно освајају медаље на републичким и европским такмичењима.
Свакако, најзначајнија имена спорта у Паланци су кошаркашки тренер, Мирослав Мута Николић, који је заједно са Жељком Обрадовићем водио 1998. тадашњу репрезентацију Југославије до светског злата у Атини, преко вођења великих кошаркашких клубова, какви су Будућност, Црвена звезда и Раднички, те некадашњи фудбалски репрезентативац Југославије и играч Црвене звезде, Перица Огњеновић.
Кошаркашки клуб Младост из Смедеревске Паланке у сезони 2024/25 такмичи се у највишем рангу српске кошарке, Кошаркашкој лиги Србије.

## Познате личности
- Живко Павловић, официр
- Славко Митровић Цале, хармоникаш
- Пера Тодоровић, српски новинар и књижевник
- Божидар Трудић, композитор
- Станоје Главаш, хајдук
- Милоје Поповић Ђак, вођа буне
- Радомир Аранђеловић, пуковник
- Мирослав Николић, кошаркашки тренер
- Дејан Црномарковић, новинар и књижевник
- Перица Огњеновић, фудбалер
- Радмила Милентијевић, бивша министарка у Влади Републике Србије
- Дејан Бојовић, одбојкашки репрезентативац
- Драгослав Ђорђевић Гоша, народни херој
- Александра Катанић, кошаркашица
- Ивана Катанић, кошаркашица и репрезентативка Србије
- Дарко Лазић, фудбалер (штопер) Црвене звезде, репрезентације Србије (млади)
- Вићентије Радовановић, агроном, народни посланик и управник пољопривредних добара

## Партнерски градови
- Брчко, Босна и Херцеговина
- Шкофја Лока, Словенија
- Солнецхногорск, Руска Федерација

Од 1926. постоји пријатељство са Греноблом из Француске.

## Галерија
- Општински суд
- Смедеревска Паланка зими, улица Краља Петра I
- Улица Првог српског устанка
- Стара чаршија, најстарији кварт града.
- Црква Светог Преображења.
- Црква Свете Петке.
- Солитери у кварту Колонија.
- Зграде у улици Краља Петра Првог.
- Солитер Рудник.
- Тржни центар Облик.
- Хотел на језеру Кудреч.
- Тржни центар Нама.
- Паланачка гимназија